# Csopak
Csopak (vyslovováno [čopak]) je velká vesnice a letovisko v Maďarsku v župě Veszprém, spadající pod okres Balatonfüred. Nachází se u břehu Balatonu, asi 2 km severovýchodně od Balatonfüredu. V roce 2015 zde žilo 1 759 obyvatel, z nichž jsou 88 % Maďaři, 5,1 % Němci a 0,2 % Rumuni.
Sousedními vesnicemi jsou Felsőörs, Paloznak a Veszprémfajsz, sousedními městy Balatonfüred a Veszprém.